# Wittelsbacherbrunnen (Münchner Residenz)
Der Wittelsbacherbrunnen ist ein Monumentalbrunnen im Brunnenhof der Münchner Residenz. Er wurde 1611–1623 von Hans Krumpper und Hubert Gerhard im Stil der Renaissance erbaut und ist einer der ältesten und größten Brunnen in München.

## Geschichte
Der Brunnen besteht aus jeweils vier liegenden und stehenden Nebenfiguren am Beckenrand, die sich um die Hauptfigur des Herzogs Otto I. von Wittelsbach auf dem Mittelpfeiler reihen. Lange nahm man an, die Hauptfigur stelle Herzog Theodo den Agilolfinger dar, weshalb man den Brunnen fälschlicherweise Agilolfingerbrunnen nannte. Diese Hauptfigur wurde schon 1593 für das Grabmal von Herzog Wilhelm V. gegossen. Die liegenden Figuren am Beckenrand personifizieren die bayerischen Hauptflüsse Donau, Lech, Isar und Inn. Die kleineren stehenden Figuren am Beckenrand zeigen die Gottheiten Ceres mit Ähren im Haar, Vulkan, der ein Blitzbündel hochhält, Neptun mit dem Dreizack und Juno mit dem Pfau, und symbolisieren mit ihren Attributen zugleich die vier Elemente Erde, Feuer, Wasser und Luft. Dazwischen befinden sich nochmals vier kleinere Putten und Tiergestalten.
Am heutigen Standort im Brunnenhof wurde der Residenzbrunnen erst 1611 von Maximilian I. aufgestellt, der ihn aus der Erbmasse seines Onkels, Herzog Ferdinands (1550–1608), erworben hatte. Davor schmückte der Brunnen seit 1600 kurzzeitig dessen Palais am Rindermarkt. Beim Umzug des Brunnens ließ Maximilian das ursprüngliche Reiterstandbild durch die Bronzestatue des Herzogs Otto von Wittelsbach ersetzen. Die gesamte Ausschmückung der Anlage wurde von dem Bildhauer Hans Krumpper entworfen und war erst 1623 abgeschlossen.
Im Zweiten Weltkrieg wurden der Unterbau und der Beckenrand schwer beschädigt. Ab 1947 wurden die Teile des Brunnens wieder zusammengetragen und von 1953 bis 1955 der Brunnen restauriert und die Figuren wieder aufgestellt. Nach 1984 wurden alle Figuren durch Abgüsse ersetzt. Der Wittelsbacherbrunnen steht innerhalb des Gesamtensembles der Residenz unter Denkmalschutz. Er ist nicht zu verwechseln mit dem gleichnamigen Monumentalbrunnen auf dem Lenbachplatz.

## Bildergalerie

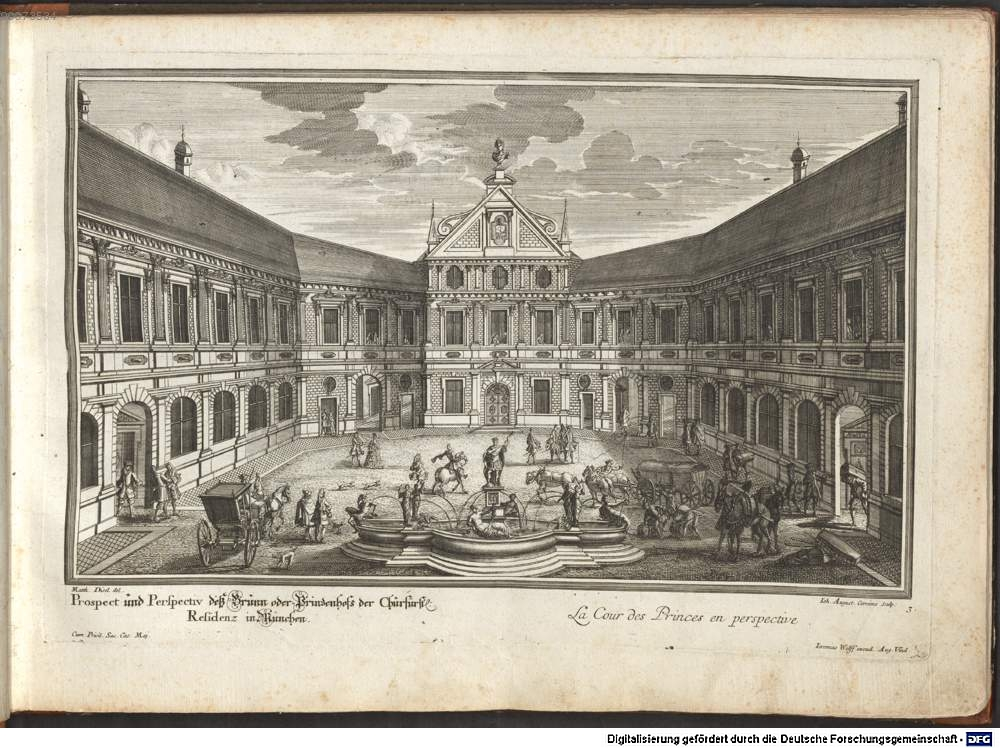
Auf einem Stich von 1717
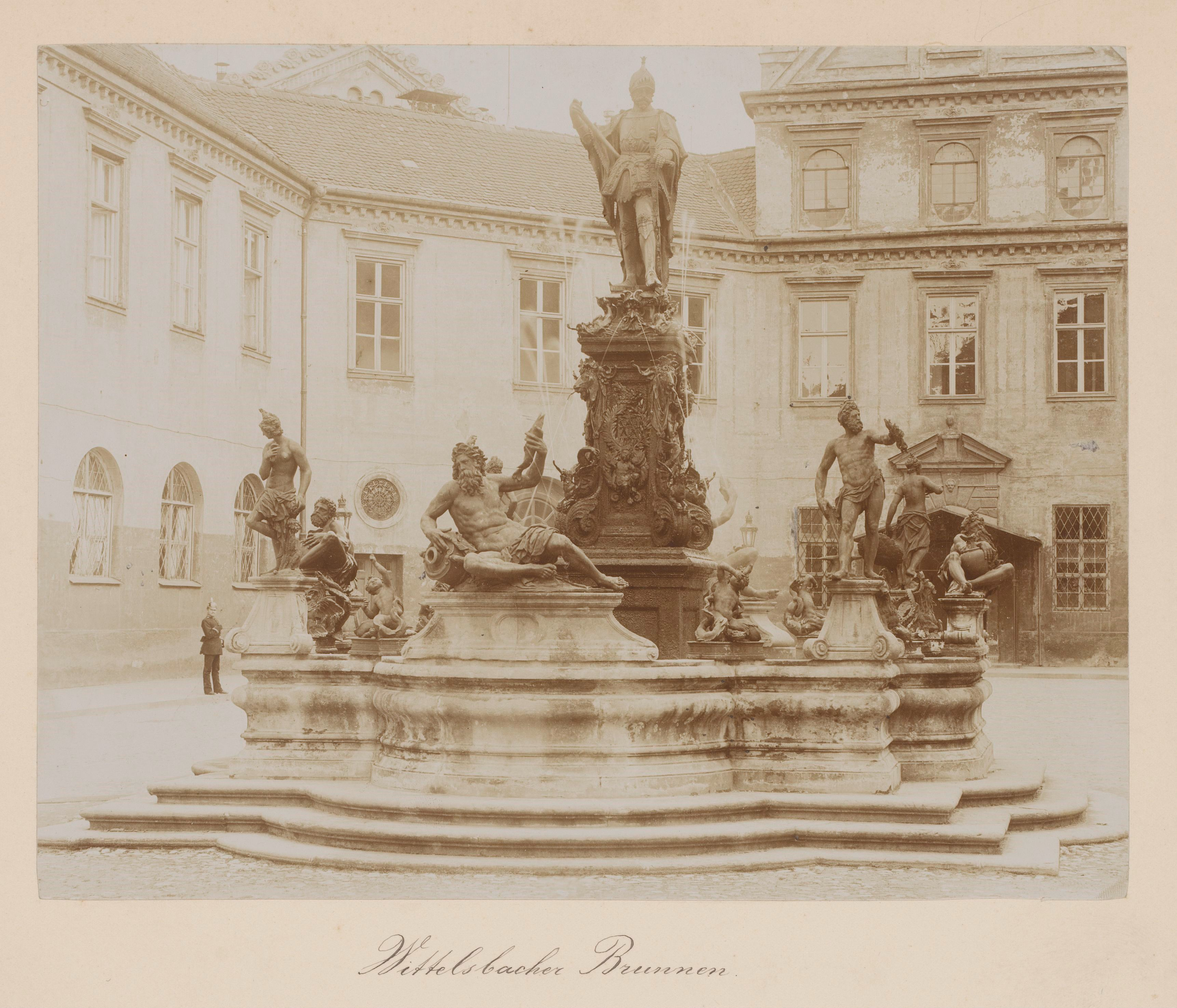
Um die Jahrhundertwende
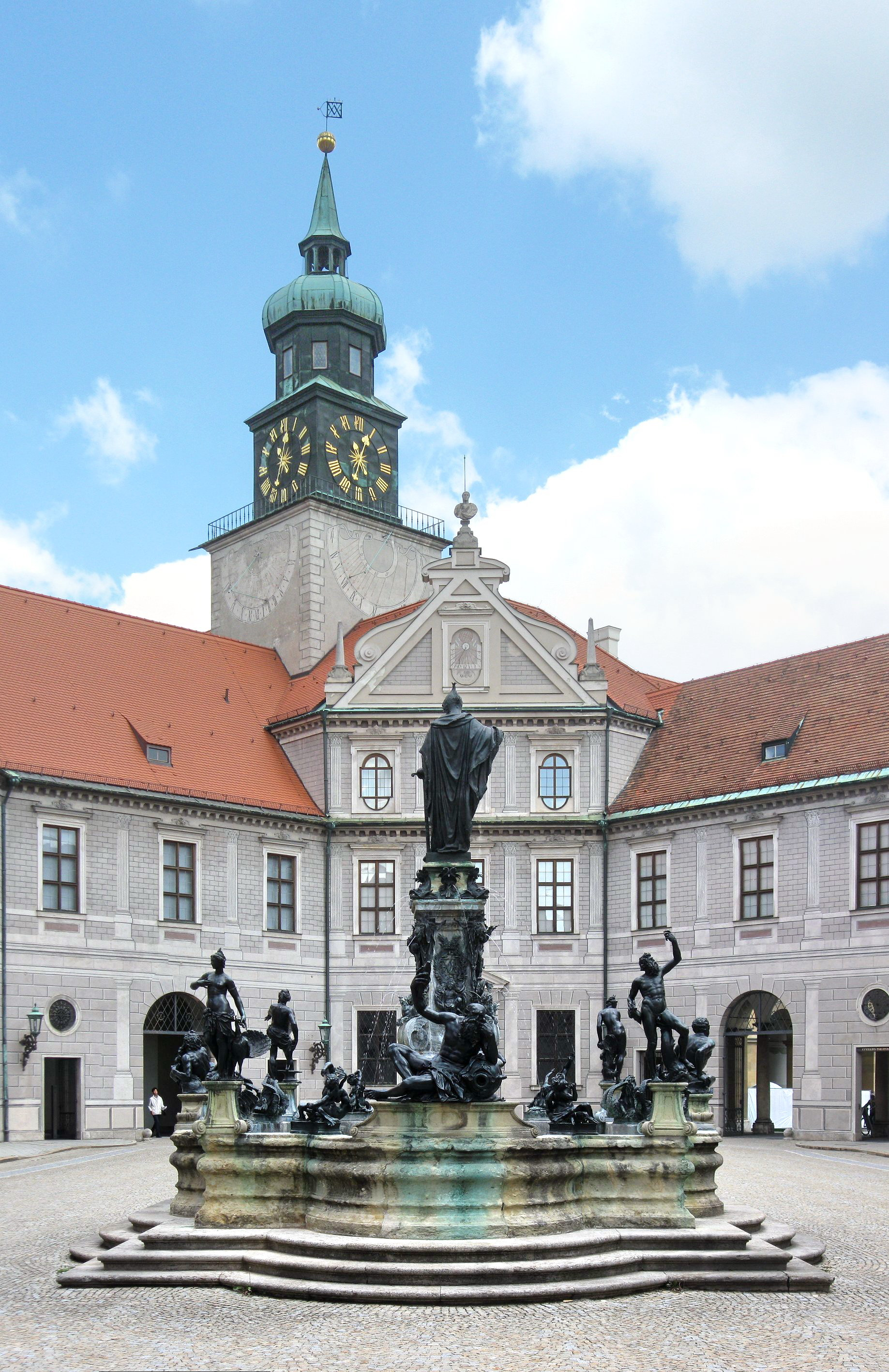
Rückansicht
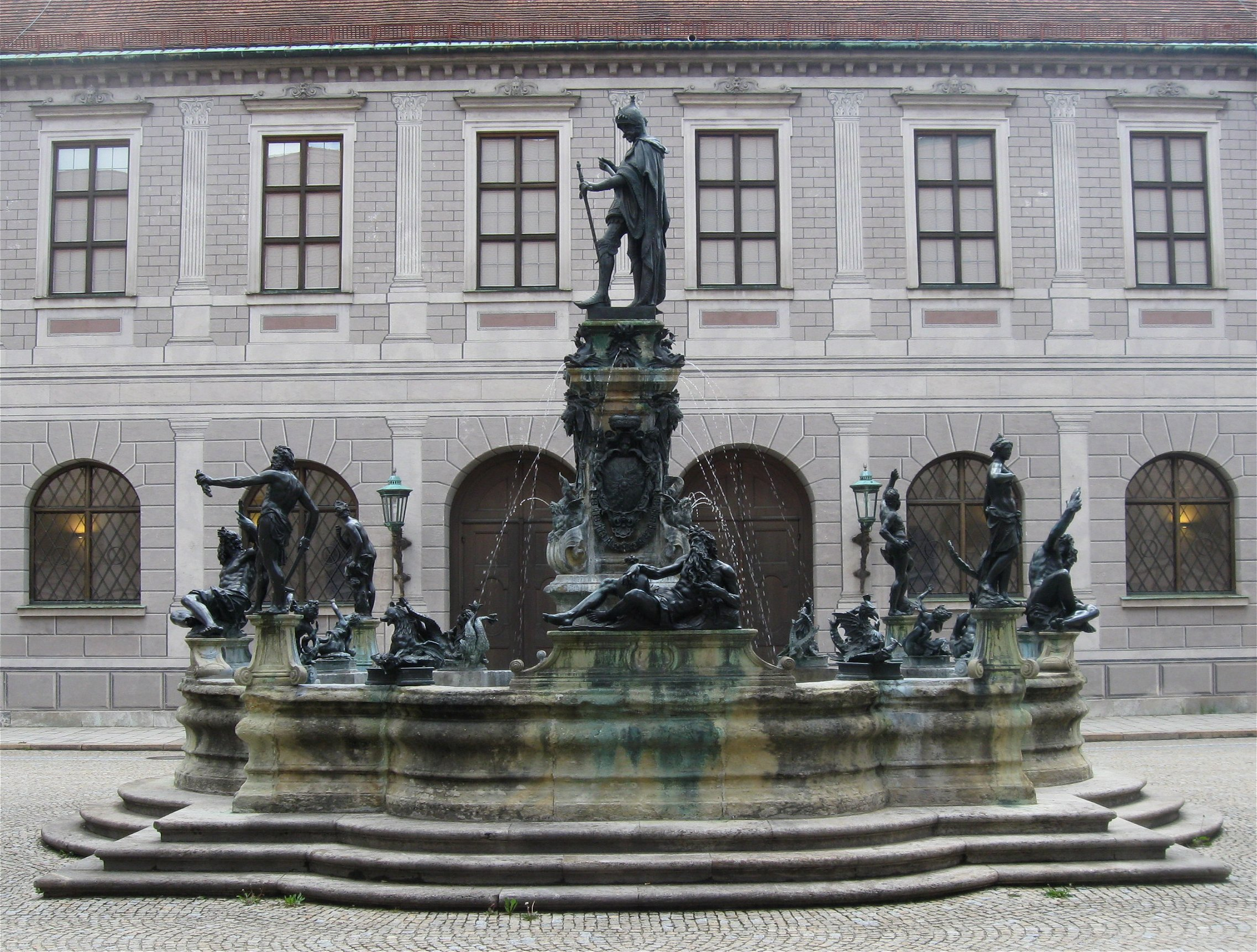
Seitenansicht
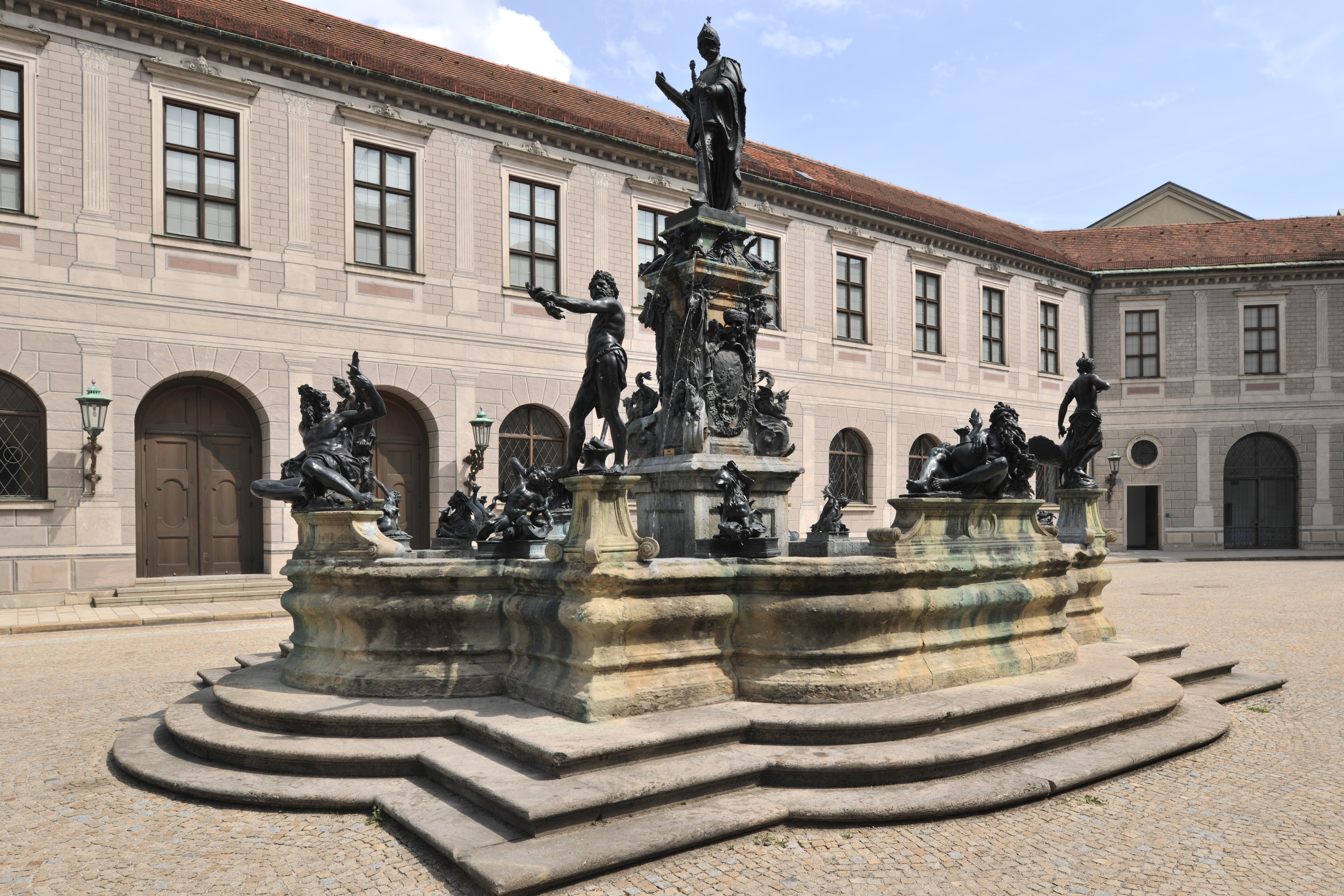
Schrägansicht